# Shundi
Shundi (115 - 144) foi um imperador chinês da dinastia Han Oriental. Ele reinou de 125 a 144.